# ヒディムバ
ヒディムバ（梵: हिडिम्ब, Hiḍimba）は、インド神話に登場するラークシャサである。ヒディムバーの兄。パーンダヴァ5王子のビーマに殺された。

## 神話
御前試合の後、パーンダヴァはドゥルヨーダナの罠に気づいて脱出した。そしてある森にやって来たところで疲れ果て、眠り込んだ。この森のシャーラ樹の大木はヒディムバの住処であり、彼らが森にやって来るとヒディムバは人間の臭いを嗅ぎつけて、妹のヒディムバーに何者がやって来たのかを調べ、食料とするために殺して来るよう命じた。ところが休んでいるパーンダヴァのところにやって来たヒディムバーは、1人だけ眠らずにいるビーマに一目で恋してしまった。
ヒディムバは妹がなかなか帰って来ないことに苛立ち、パーンダヴァのところにやって来た。そして妹の裏切りを発見して怒り狂った。ヒディムバはビーマとその家族に加えて妹をも殺そうと考えた。ヒディムバはビーマに飛びかかり、激しい格闘を繰り広げたが、目を覚ましたアルジュナがビーマを急かすと、ビーマは怒り、持ち上げたヒディムバを地面に叩きつけて殺した。死の間際、ヒディムバは森中に響き渡る大声で叫び、羽交い絞めにされて背骨を折られた。ヒディムバの死後、ヒディムバーはビーマと結ばれ、ガトートカチャを生んだ。